# Plymouth
Plymouth ([ˈplɪməθ]), с англ. Плимут — американская компания производитель легковых автомобилей, самостоятельное подразделение в составе Chrysler Corporation, существовавшее с 1928 по 2001 год.

## История

### Название
По версии авторов книги Chrysler: The Life and Times of an Automotive Genius, название Plymouth было введено вице-президентом «Крайслера» Джо Фрезером, которому это слово показалось «славным старым американским названием», кроме того, перекликающимся с названием имевшего очень высокую репутацию среди американских фермеров брендом шпагата Plymouth binder twine производства Plymouth Cordage Company, что позволяло создать у потребителя положительные ассоциации между названием автомобиля и такими качествами, как прочность, крепость, надёжность. Эмблема марки в течение многих десятилетий представляла собой стилизованное изображением «Мэйфлауэра» — корабля, на котором прибыли в Америку отцы-пилигримы, причалившие у Плимутского камня.

### Довоенная история

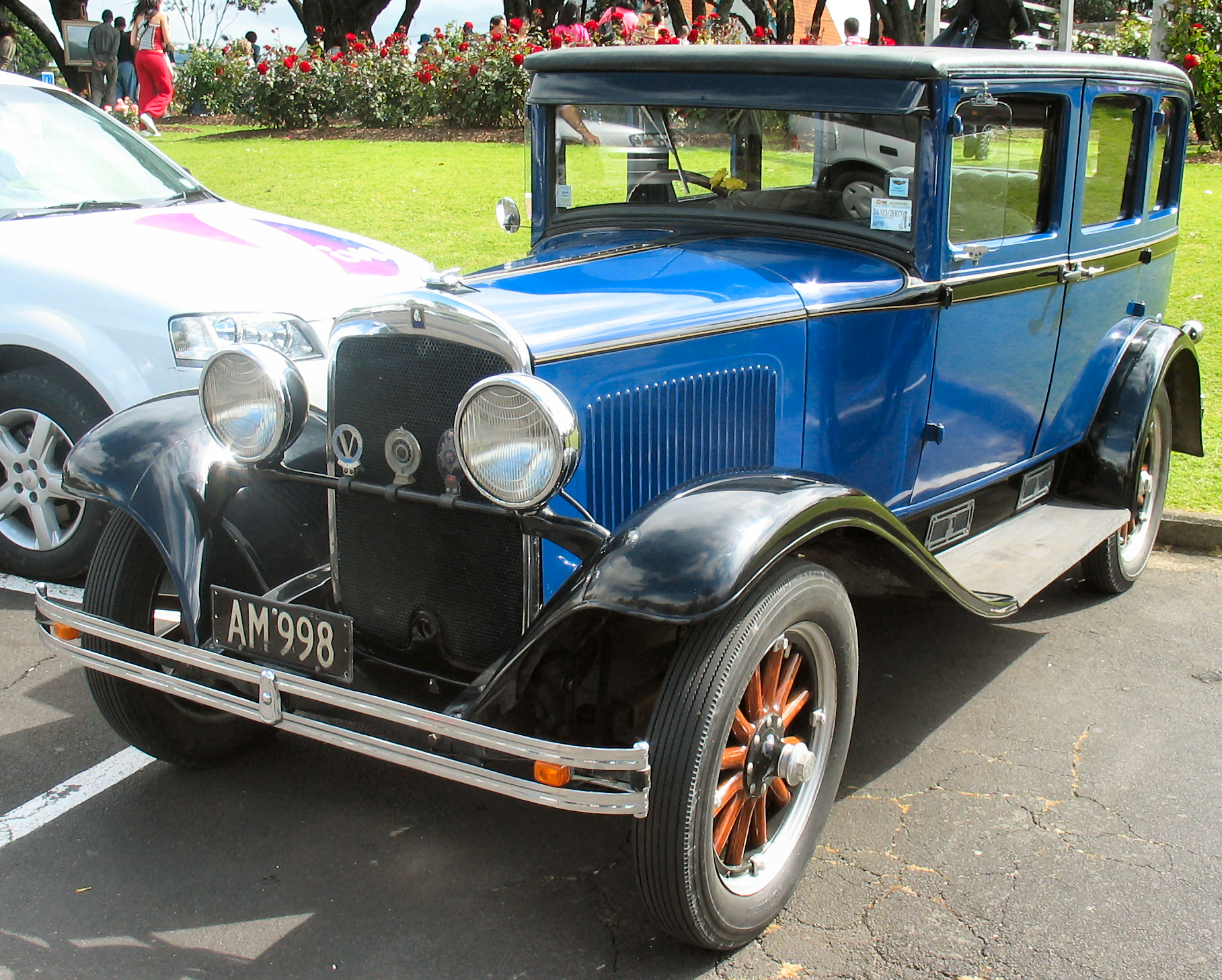
1928 Plymouth 4dr Sedan

Первые автомобили, носящие марку Plymouth, сошли с конвейера в 1928 году. Это был целый модельный ряд недорогих автомобилей, оснащённых 4-цилиндровыми двигателями и способных на равных конкурировать с аналогичными «народными» марками — Ford и Chevrolet. Несколько превосходя конкурентов по цене, Plymouth имели при этом и более свежую, технически совершенную конструкцию — в частности, гидравлические тормоза вместо механических и крепление кузова к раме через резиновые подушки, значительно улучшившее его шумо- и виброизоляцию.
В мае 1929 в Детройте был построен завод по выпуску автомобилей Plymouth. А уже в 1930 модель Plymouth U при сравнимой с одноклассниками цене имела радиоприёмник в качестве стандартного оборудования, редкое решение не только по тем временам. В 1931 году на Plymouth Model PA впервые в данном ценовом сегменте появилась плавающая подвеска двигателя (фирменное название Floating Power) — двигатель не жёстко крепился к раме, передавая на неё все вибрации, как у конкурентов, а подвешивался между её лонжеронами в двух точках — спереди в районе водяного насоса и сзади под картером коробки передач — через резиновые опоры. Такая конструкция допускала раскачивание силового агрегата в определённых пределах и гасила исходящие от него сотрясения и вибрацию, что значительно повышало комфортабельность.

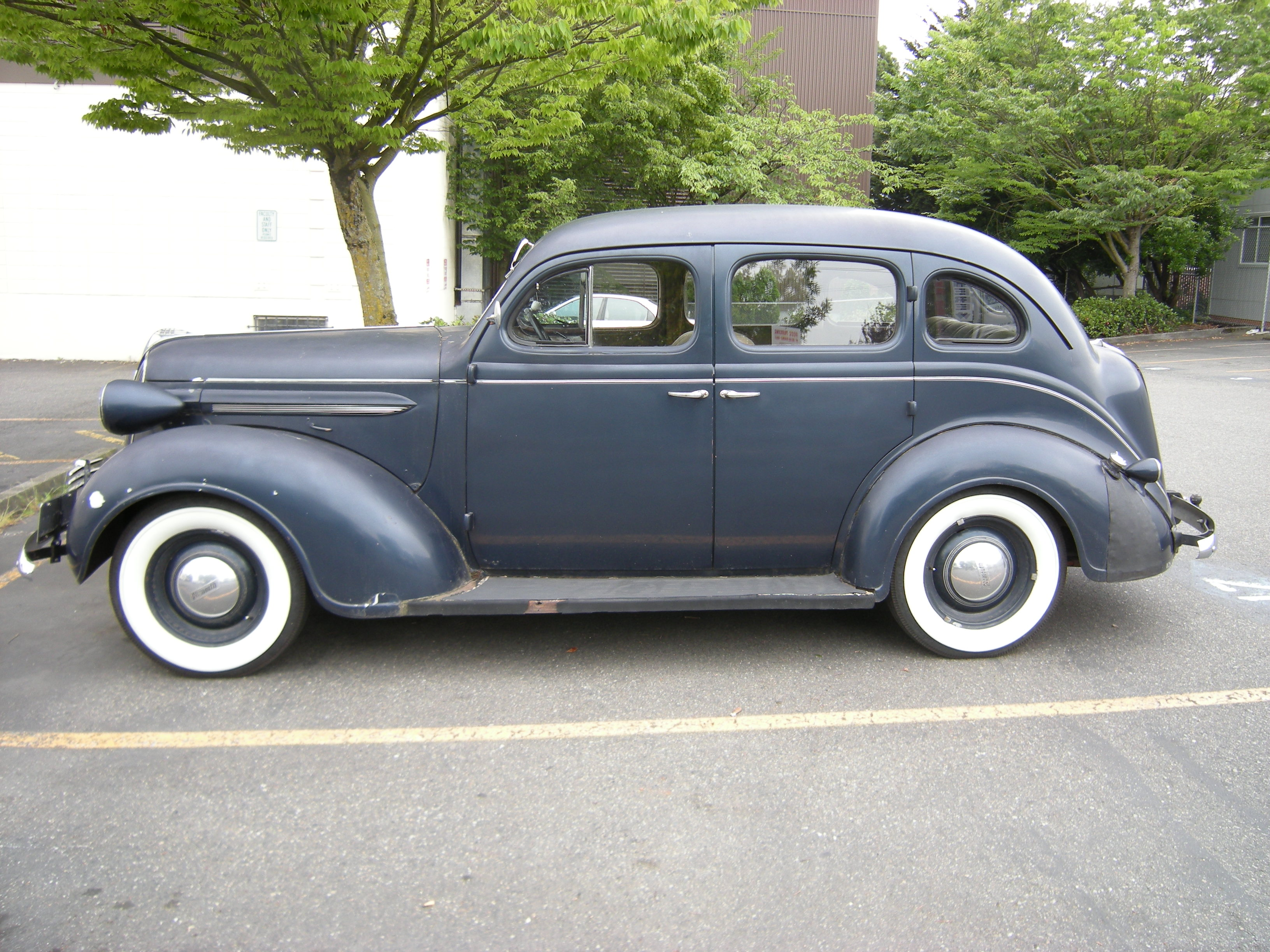
Модель 1937 года.

Эти и другие конкурентные преимущества позволили Plymouth прочно занять место среди наиболее массовых производителей автомобилей США. В августе 1934 сошёл с конвейера миллионный «Plymouth».
Как модель 1942 года компания представила Plymouth 14С с просторным салоном и автоматическим включением освещения при открывании двери. Позднее появилась модель 15S, послужившая базой для всех Plymouth вплоть до 1949 года.

### 1950-е: Style Leader

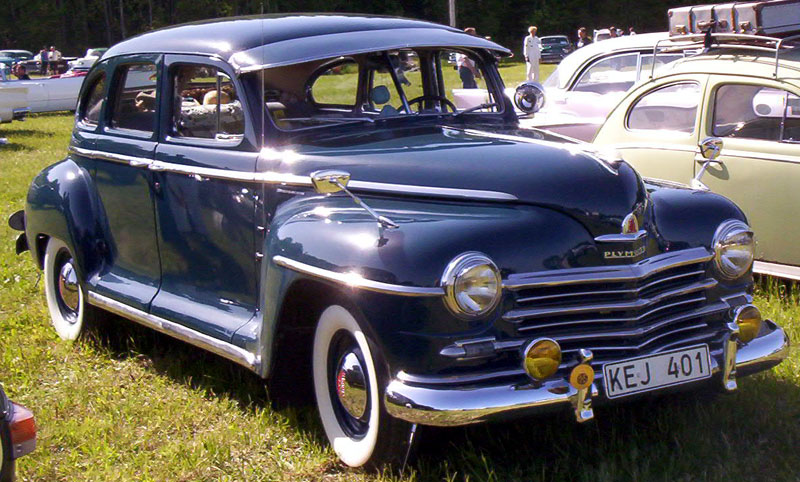
Plymouth первой послевоенной модели.

В годы Второй мировой войны заводы компании выполняли оборонные заказы. Выпуск автомобилей возобновился в 1945 году (как моделей 1946 модельного года). Первые несколько лет изголодавшаяся за военные годы по новым автомобилям американская публика была не особо разборчива. В течение нескольких лет Plymouth продавались даже лучше автомобилей Ford, что вывело марку на вторую позицию в её ценовом диапазоне.

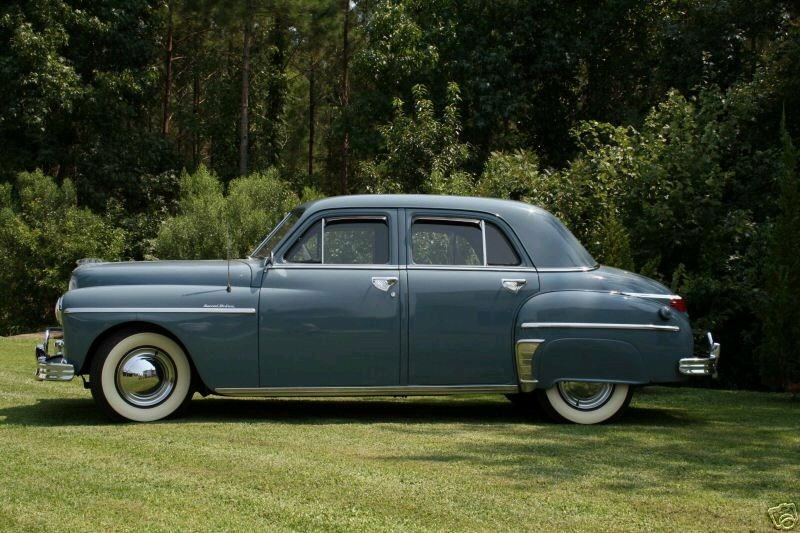
Консервативный Plymouth модели 1949-52 годов.

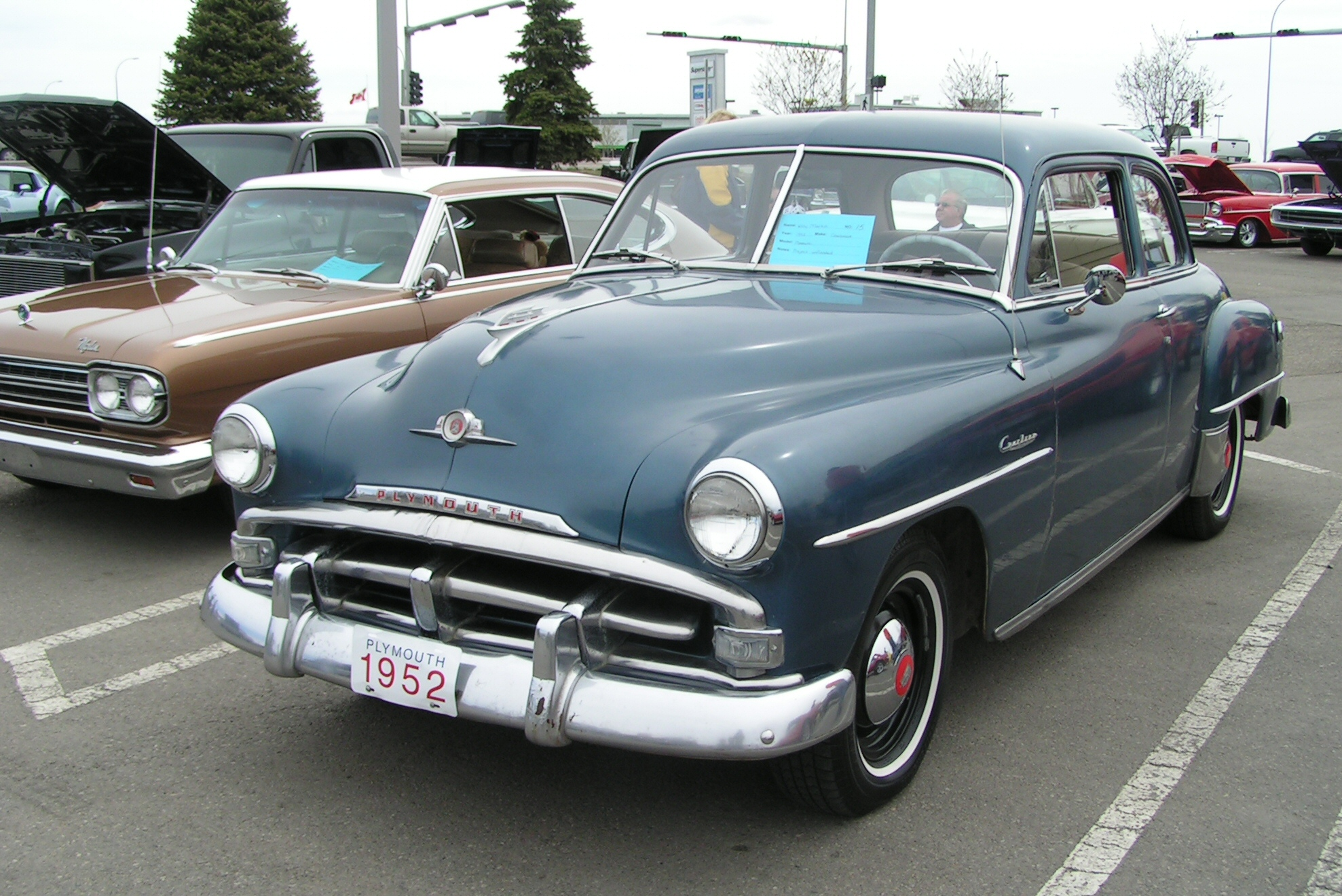
Модель 1952 года.

Однако после спада послевоенного бума наступает снижение интереса покупателей к автомобилям Plymouth. Plymouth конца 1940-х — начала 1950-х годов были консервативными, солидными, крепкими и живучими, сделанными с высоким качеством машинами с просторными высокими кузовами из толстого металла, за что они пользовались популярностью в такси, но имели архаичный дизайн и скучные с точки зрения вкусов тех лет однотонные интерьеры, обычно мышино-серого или бежевого цвета; кроме того, на них не предлагались восьмицилиндровые двигатели и настоящая автоматическая трансмиссия.
Покупатель же в то время начинает обращать гораздо больше внимания на комфортабельность, дизайн и скоростные качества, стал более разборчивым. Долговечность при этом не ценилась, так как производители навязывали очень быстрые темпы обновления модельного ряда — например, Ford в те годы ввёл в оборот трёхлетние циклы полного обновления моделей с обязательным рестайлингом каждый год. То есть, через три года после начала выпуска модель считалась совершенно устаревшей и снималась с производства. Остаточная стоимость трёхлетнего автомобиля отныне становилась символической практически вне зависимости от его степени сохранности и состояния.

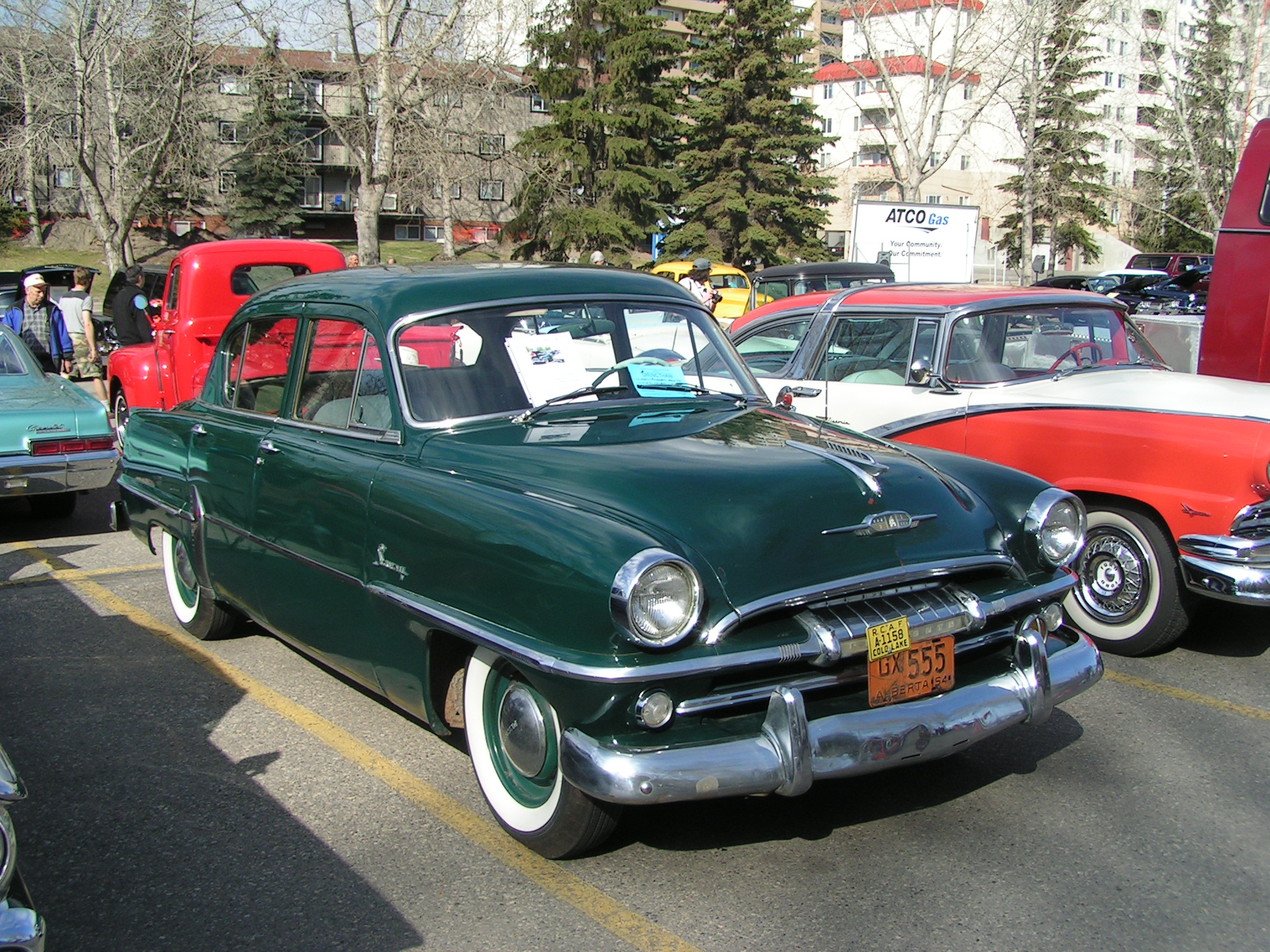
Plymouth модели 1953-54 годов.

В результате к 1952 модельному году выпускающая устаревающие модели фирма, традиционно конкурировавшая с Ford и Chevrolet за места в тройке лидеров рынка недорогих автомобилей, скатилась до пятого места по объёму сбыта машин. Plymouth тех лет имел имидж автомобиля для пожилых людей и таксопарков. Существенный вред делам фирмы нанесла и Корейская кампания начала пятидесятых — хотя Chrysler в целом получил неплохие прибыли от военных поставок, объёмы ресурсов, идущих на выпуск гражданской продукции — в первую очередь стального проката и стратегически важных материалов, вроде никеля и хрома — были существенно ограничены, что в первую очередь ударило по производителям наиболее массовых моделей, вроде Plymouth; одно время речь шла даже о возможности перехода на военное положение и полного сворачивания производства легковых автомобилей в США, но политическая ситуация в мире вовремя стабилизировалась, и до этого дело не дошло.
Модели 1953-54 годов, созданные путём глубокой модернизации своих предшественников, имели несколько более современный стиль, но всё же существенно уступали конкурентам как по дизайну, так и по оборудованию.

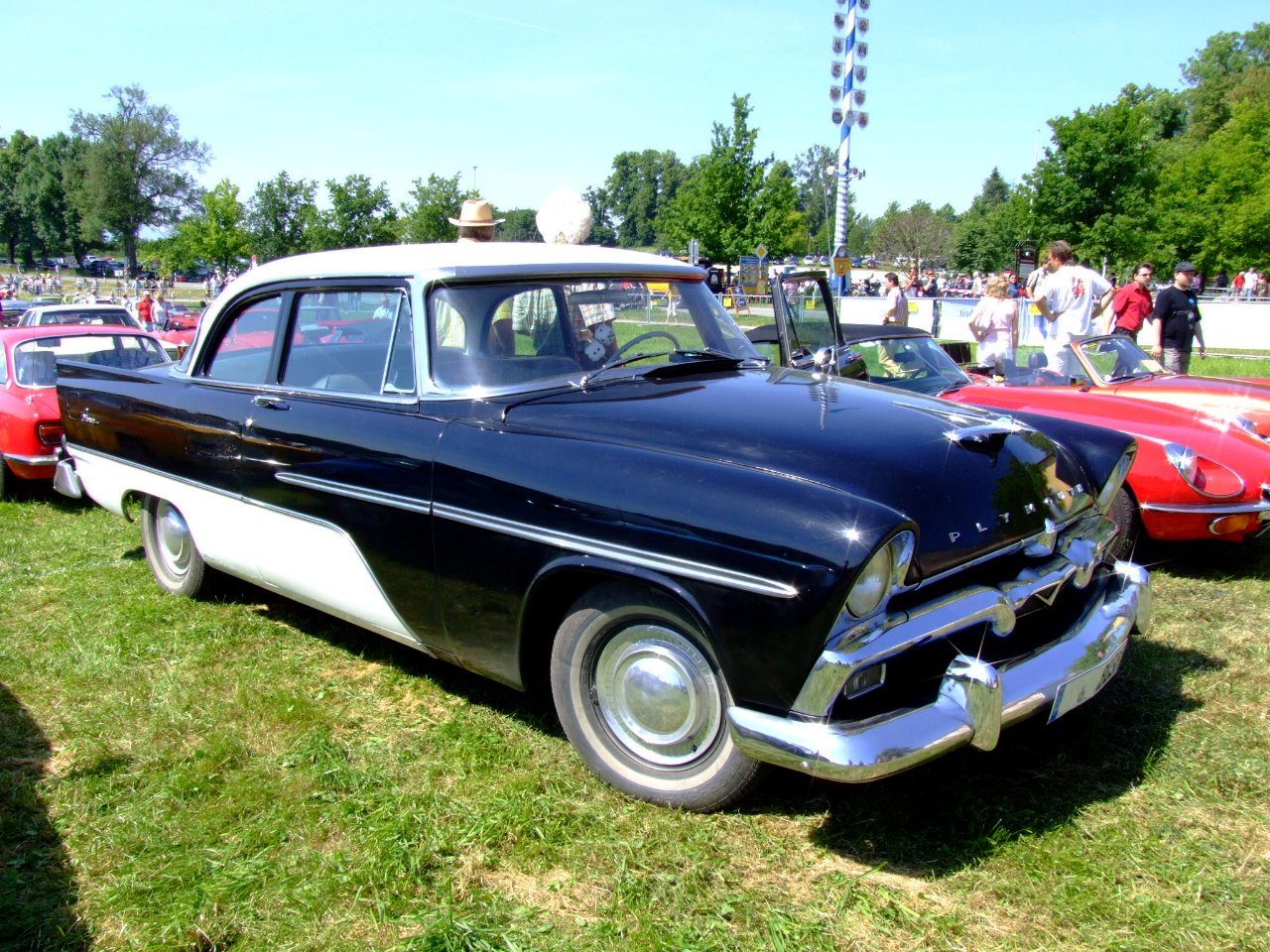
1955-56 Plymouth

Ситуация переменилась после прихода на пост руководителя подразделения Plymouth Вирджила Экснера. Первым же его указом на новом посту была «с чистого листа» начата разработка совершенно новых моделей этой марки, причём впервые в её истории предусматривалась возможность установки двигателей V8 и полностью автоматических коробок передач. В серию эти автомобили пошли с 1955 модельного года, осенью 1954 календарного. Дизайн их, источником вдохновения для создателей которого послужили новейшие реактивные истребители периода Корейской войны, был одним из наиболее передовых в отрасли. От американского Сообщества иллюстраторов (Society of Illustrators) они получили престижную награду «Самый красивый автомобиль года» (Most Beautiful Car of the Year). Не меньшей революцией стал и впервые в истории марки предложенный покупателям небольшой, но сравнительно мощный восьмицилиндровый мотор, позаимствованный из производственной программы Dodge. Вместе эти факторы в мгновение лишили Plymouth репутации машины «для пенсионеров», сменив её на имидж современного, динамичного и стильного автомобиля начальной ценовой категории (low-price field).
С 1957 с конвейеров стали сходить ещё более совершенные модели с революционным для своего времени дизайном и образцовой для своего размерного класса управляемостью, обеспеченной новейшей передней бесшкворневой подвеской на торсионных стержнях. Компанией Chrysler в своё время утверждалось, что эти модели изначально были разработаны для 1960 модельного года, и лишь в последний момент было принято решение поставить их в производство уже в 1957. Вне зависимости от того, насколько этот рекламный слоган соответствовал действительности — новые Plymouth по внешнему виду действительно оказались как минимум на один модельный год впереди своего времени. По легенде, сразу после их публичной демонстрации тогдашний руководитель дизайн-студии General Motors Харли Эрл указал главному дизайнеру Chevrolet на дверь, бросив ему на стол рекламный буклет с изображениями новых Plymouth: настолько более современно и привлекательно выглядели эти автомобили по сравнению с Chevrolet того же года (по иронии судьбы, сегодня ставшего мечтой коллекционеров классических автомобилей).

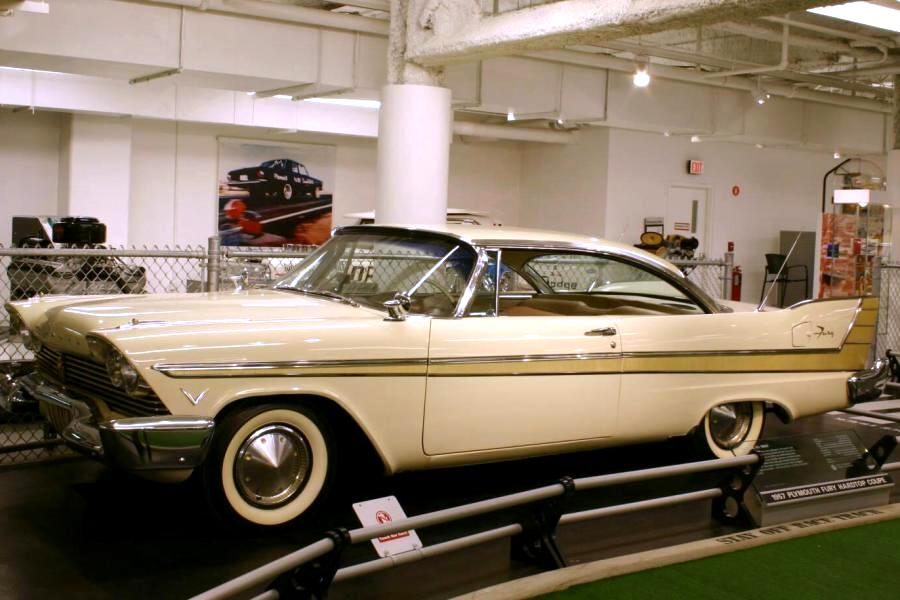
1957 Plymouth Fury

Вместе с тем, модели этого периода нанесли существенный ущерб репутации Plymouth как производителя качественных и долговечных автомобилей, не в последнюю очередь ввиду того, что для изготовления их кузовов использовался более тонкий стальной лист, а это в сочетании с плохой обработкой значительно понизило их устойчивость к коррозии. В штатах с сырым климатом сквозная коррозия стала появляться на кузовах Plymouth конца пятидесятых годов, не прошедших дополнительную обработку, уже через год-два. Кроме того, качество сборки также существенно упало, а многие детали и узлы из-за преждевременного вывода автомобилей на рынок так и остались недоработанными. По воспоминаниям занимавшихся в то время продажами этих автомобилей дилеров, Plymouth 1957 года в дождь текли по всем уплотнителям дверей и окон, плохо нанесённая краска начинала отслаиваться хлопьями, обивка салонов расходилась по швам, а изящные наружные дверные ручки постоянно отламывались, так что для работников фирменных станций технического обслуживания их гарантийный ремонт превратился в настоящее бедствие. Даже двигатели Chrysler, до сих пор славившиеся своей надёжностью и основательностью, имели немало дефектов — многие из Plymouth этого года выпуска не отходили до первой переборки силового агрегата и 30 тыс. миль (ок. 50 тыс. км). 

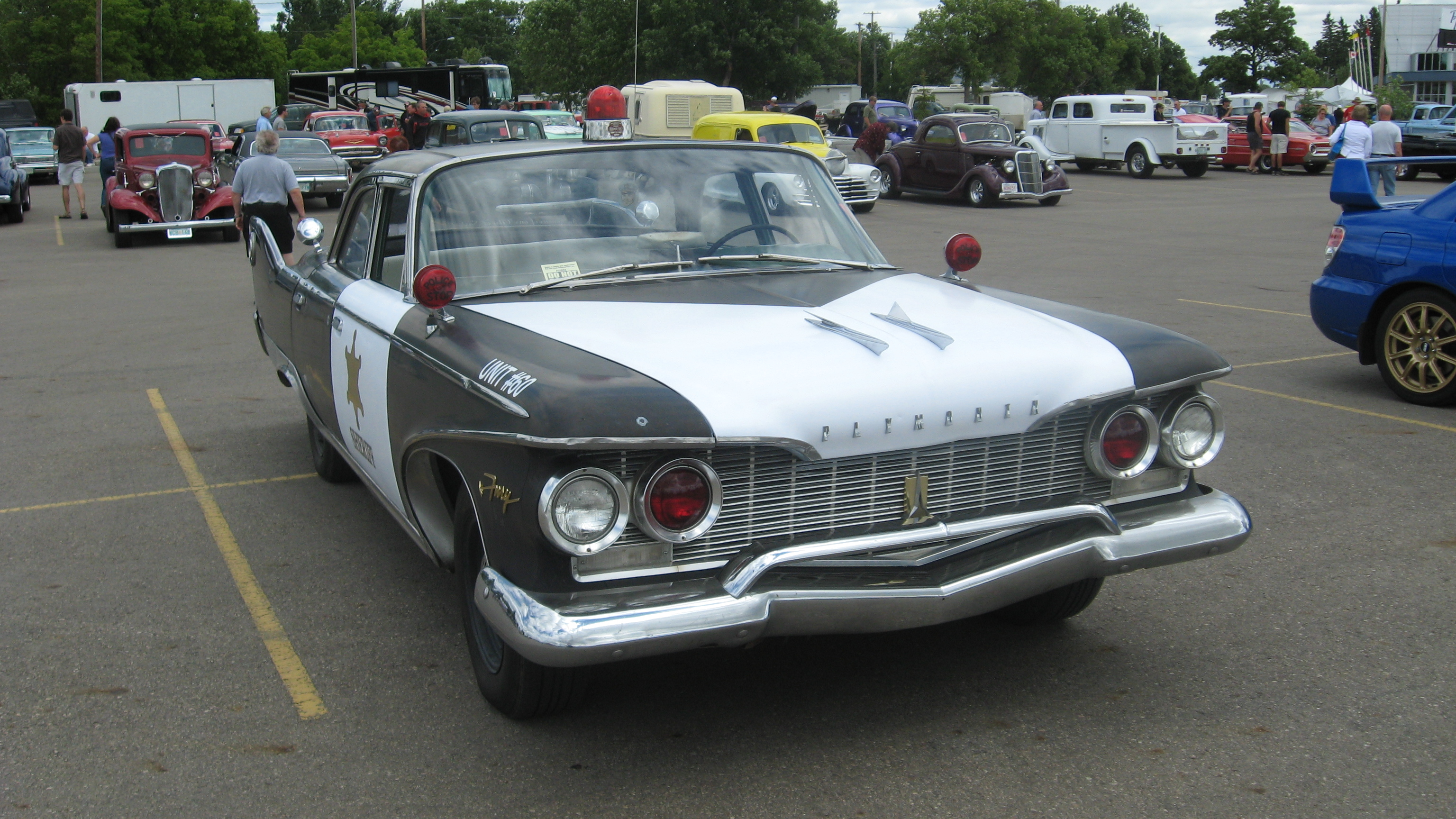
Дизайн Plymouth 1960-61 модельных годов был воспринят весьма неоднозначно.

Тем не менее, в 1957 году компания вернула себе третье место среди североамериканских автопроизводителей по объёму реализуемой продукции — продажи выросли сразу почти на 200 тысяч. В результате на Plymouth в том году пришлась примерно половина всех продаж Chrysler Corporation. Дизайн легковых Plymouth этого времени в фирменном стиле корпорации Chrysler Forward Look по праву считался передовым и лидерским, а представленные в том году автоматическая трансмиссия TorqueFlite и торсионная передняя подвеска на десятилетия вперёд стали технической основой продукции фирмы.
Однако самый конец десятилетия ознаменовался появлением неуклюжих внешне, перегруженных декоративными деталями моделей 1960 модельного года, что стало индикатором вырождения фирменного стиля.
Представленное в том году новое поколение Plymouth имело полностью новый несущий кузов вместо старого с отдельной рамой, но с точки зрения дизайна недалеко ушло от очень удачных для своего времени моделей 1957—1959 годов, а сомнительные нововведения зачастую лишь ухудшили их внешний вид, что вызвало недовольство покупателей, ожидавших от нового технического поколения не менее радикального изменения стиля, чем у моделей 1957 года относительно их предшественников. Визуально эти автомобили явно проигрывали более современно выглядевшим моделям «Форда» или «Шевроле».
При этом с точки зрения техники и технологии они были большим шагом вперёд: переход к несущему кузову от рамного — по меркам Америки тех лет весьма радикальный шаг — позволил существенно увеличить жёсткость кузова, примерно вдвое повысив его сопротивляемость скручиванию (Plymouth 1960 года в рекламных материалах изображали рядом с массивными инженерными сооружениями вроде мостов или дамб, чтобы подчеркнуть этот факт; рекламным слоганом модели 1960 года было — The Solid Plymouth, то есть, «крепкий, надёжный Plymouth»); во-вторых — была существенно улучшена антикоррозийная обработка, в результате чего особо уязвимыми для коррозии у новых Plymouth были лишь полости крыльев, ржавление которых не несло никакой угрозы безопасности движения — остальной кузов по долговечности не уступал аналогам производства других фирм, несмотря на замену отдельной рамы на интегрированную в днище кузова систему несущих элементов в виде замкнутых полостей, предоставляющих хорошие условия для развития коррозии.
В 1951 году Мэри Уэлен вместе со своей матерью, братом-близнецом и маленьким двоюродным братом позировала художнику Норману Роквеллу для рождественского рекламного плаката автомобиля Plymouth (англ. «Oh boy, it's Pop with a new Plymouth». Плакат и почтовая открытка, отпечатанная на его основе, получили широкую известность.

### 1960-е: переменный успех

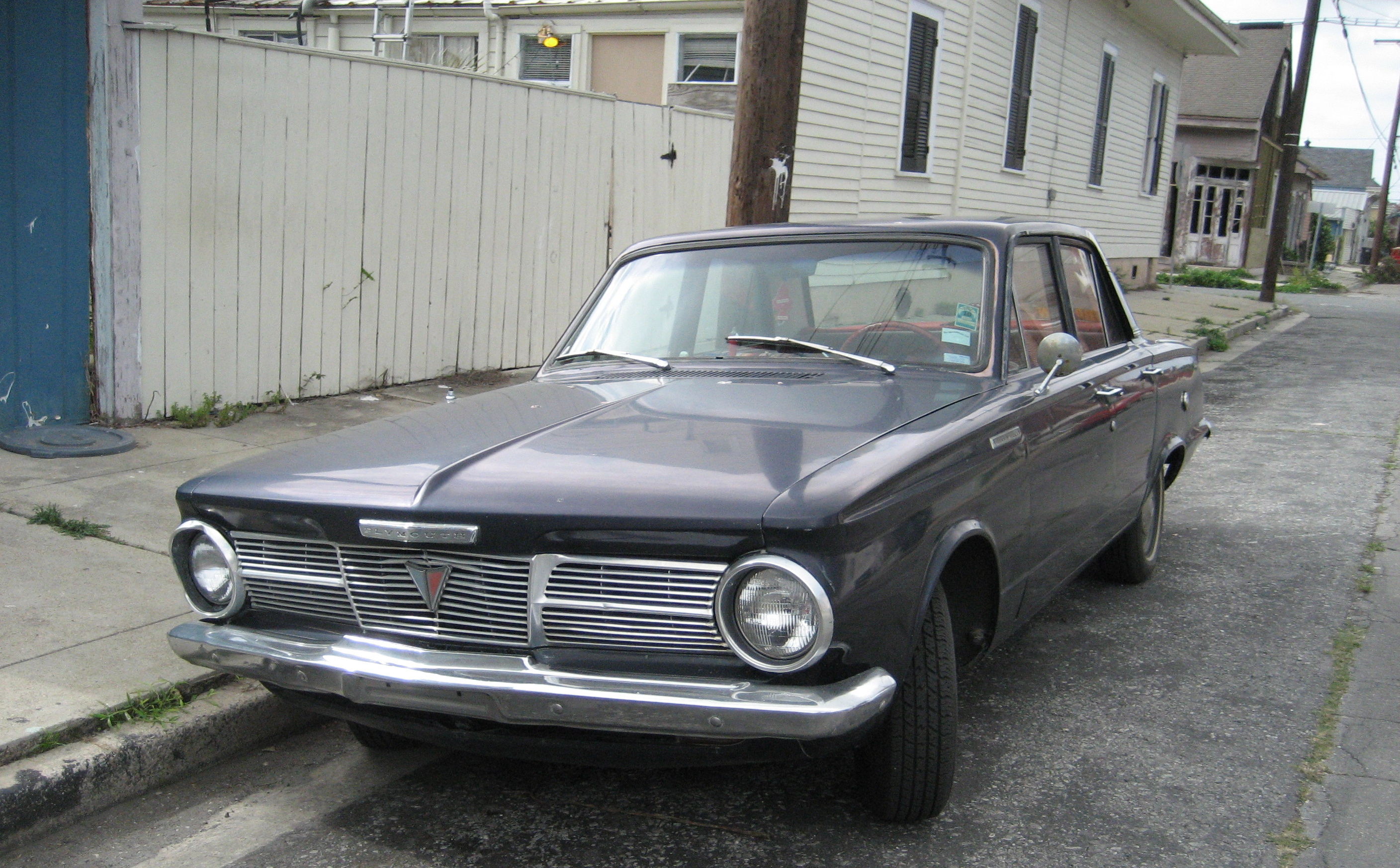
1963-65 Valiant

В начале 1960-х в модельном ряду Plymouth, как и других американских марок низшего ценового диапазона, появляются «компактные» модели, направленные против европейских автомобилей, которые в те годы в больших количествах стали импортировать США. «Компактный» Plymouth Valiant стал одним из наиболее успешных автомобилей корпорации Chrysler в те годы. Только за счёт официального включения статистики его продаж в общие показатели подразделения Plymouth (ранее Valiant позиционировался в качестве модели самостоятельной марки, хотя и продавался через дилерскую сеть Plymouth) последнему, несмотря на невысокую популярность большинства моделей, удалось в 1961 году опуститься лишь на одну строчку в рейтинге производителей автомобилей, заняв четвёртое место по продажам на рынке США, хотя и с огромным (примерно в 4 раза) отрывом от первого и второго мест.

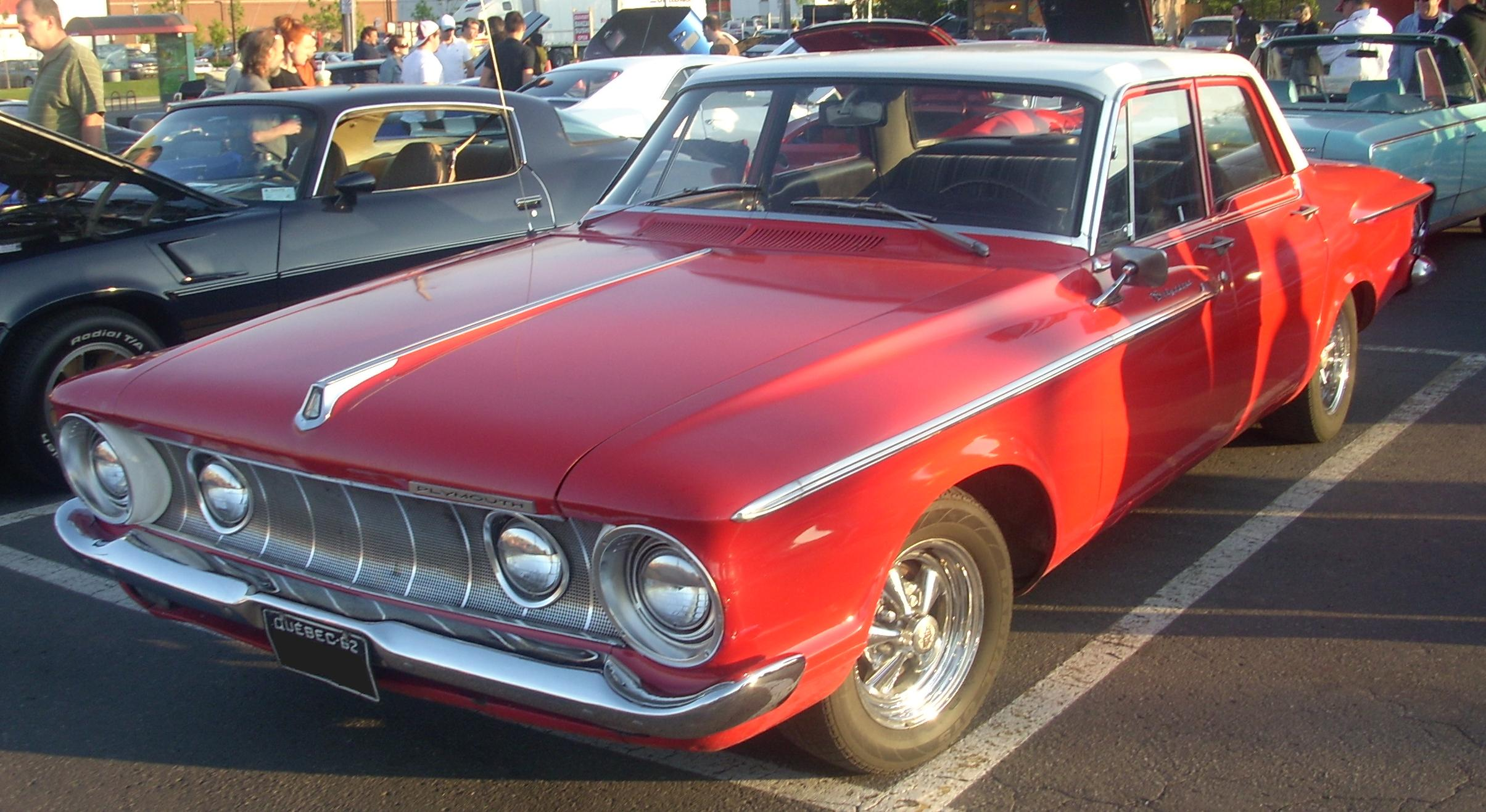
Полноразмерный Plymouth 1962 модельного года.

Полноразмерные Plymouth были серьёзно обновлены к 1962 модельном году, получив новый дизайн в характерном «турбинном» стиле, отчасти идущем от концепт-кара корпорации Chrysler с газотурбинным мотором, который широко использовал в оформлении мотивы круглых воздухозаборников и сопел реактивных двигателей. Хотя в целом этот стиль и был воспринят публикой намного лучше, чем авангардистские эксперименты рубежа пятидесятых и шестидесятых, он не оказал существенного влияния на американскую автомобильную моду шестидесятых годов, оказавшись в конечном итоге её боковым ответвлением. Свой вклад в эту ситуацию привнесла и тяжёлая болезнь главного стилиста Chrysler Вирджила Экснера, замены которому на этом посту найдено так и не было. В результате в серию практически без доработки пошли его ещё очень сырые, по сути поисковые макеты автомобилей 1961 и 1962 модельных годов, отличавшиеся весьма экстравагантным и далеко не для всех привлекательным дизайном.
Однако наиболее неудачной особенностью Plymouth модели 1962 года стал не дизайн, а продиктованное общим маркетинговым просчётом корпорации Chrysler существенное уменьшение габаритных размеров автомобилей всех семейств. В начале 1960-х годов в автомобильных кругах Америки активно циркулировали слухи о том, что тогдашний лидер рынка — корпорация General Motors — вслед за появлением в её модельном ряду «компактных» моделей Corvair и Chevy II пойдёт на существенное уменьшение габаритных размеров всех остальных своих автомобилей, сохранив при этом привычный покупателям объём салона за счёт более рациональной компоновки (вполне вероятно, что подобные слухи появились вследствие сознательной дезинформации со стороны General Motors). Не желая оставаться в стороне от современных трендов в автомобилестроении и видя положительную реакцию рынка на появление собственных «компактов», руководство Chrysler решилось на аналогичные меры в отношении всего корпоративного модельного ряда 1962 года, включая и Plymouth. Новые автомобили разрабатывались с таким расчётом, чтобы при таком же объёме салона, как и у моделей 1960—1961 годов, иметь ощутимо меньшие наружные габариты, что должны были подчеркнуть особенности дизайна, заставляющие их выглядеть ещё компактнее, чем на самом деле.
Между тем, остальные производители не последовали этому примеру, а, напротив, к новому модельному году в очередной раз увеличили размеры своих автомобилей. На самом деле опытные «уменьшенные» автомобили General Motors, слухи о которых дошли до руководства Chrysler, должны были не заменить обычные «полноразмерные» модели, а занять место между «полноразмерными» автомобилями и «компактами» — они вышли в свет к 1964 модельному году под названием GM A-Body и получили обозначение «среднеразмерные» (Midsizes) или «промежуточные» (Intermediates).
Принадлежащие же Chrysler марки автомобилей, в особенности — представлявшие бюджетный сегменте рынка, по сути остались на 1962—1964 модельные годы без полноценных «полноразмерных» моделей, способных на равных конкурировать с аналогичными автомобилями конкурентов. И хотя объём салона всех моделей Plymouth 1962—1964 годов был ничуть не меньше, чем у аналогов, к чему добавлялась великолепная для их класса топливная экономичность, при визуальном сравнении они явно проигрывали своим конкурентам от «Форда» или GM — что для покупателей тех лет было зачастую намного важнее, чем какие либо рациональные аргументы.
Dodge сумел как-то исправить сложившуюся ситуацию, наладив к середине 1962 модельного года производство модели Custom 880 — по сути минимально изменённого варианта кузова Dodge модели 1961 года с новой облицовкой передка и отделкой салона, но зато с длинной 122-дюймовой (3099 мм) колёсной базой, которая фактически заняла рыночную нишу автомобилей упразднённой годом ранее марки DeSoto. Plymouth же такого шанса дано не было, в результате чего даже самая дорогая и хорошо укомплектованная модель этой марки, Plymouh Fury, в 1962 году выпускалась на короткой 116-дюймовой базе (2946 мм), будучи явно неконкурентоспособной с аналогичными моделями Ford и Chevrolet, в том же году имевших колёсную базу в 119 дюймов (3023 мм).
По итогам 1962 модельного года Plymouth по продажам скатился с четвёртого на восьмое место в отрасли, в более удачном следующем сезоне — поднялся лишь до пятого.
Поддержать приемлемый уровень продаж удалось только за счёт популярного «компакта» Plymouth Valiant. Однако его продажи были омрачены появлением сходного автомобиля у Dodge — модели Dodge Lancer. Вообще, с начала 1960-х годов и впоследствии марки Plymouth и Dodge, до этого имевшие свои, чётко очерченные ниши на рынке (Plymouth занимал позицию чуть ниже с точки зрения цены и престижности, Dodge — несколько выше, в низшем-среднем ценовом сегменте), стали позиционироваться в качестве «альтернативных» друг для друга, создавая неблагоприятную ситуацию внутренней конкуренции между подразделениями одной компании. Эта маркетинговая ошибка в конце концов, по сути, и загнала Plymouth в могилу. Dodge Dart был немного крупнее, чем Valiant, имел более мощные двигатели и лучший уровень оснащения — при не намного более высоких ценниках.
Неплохим подспорьем в разгоравшейся в американском автопроме шестидесятых годов с новой силой «гонке лошадиных сил» стали удачные высокопотенциальные двигатели V8 семейства HEMI с полусферическими камерами сгорания. Между тем, наряду с ними появились более дешёвые в производстве семейства двигателей V8 с полисферическими и клиновыми камерами сгорания. Компактные и наиболее бюджетные полноразмерные модели оснащались экономичными и нетребовательными в эксплуатации шестицилиндровыми двигателями семейства SlantSix.

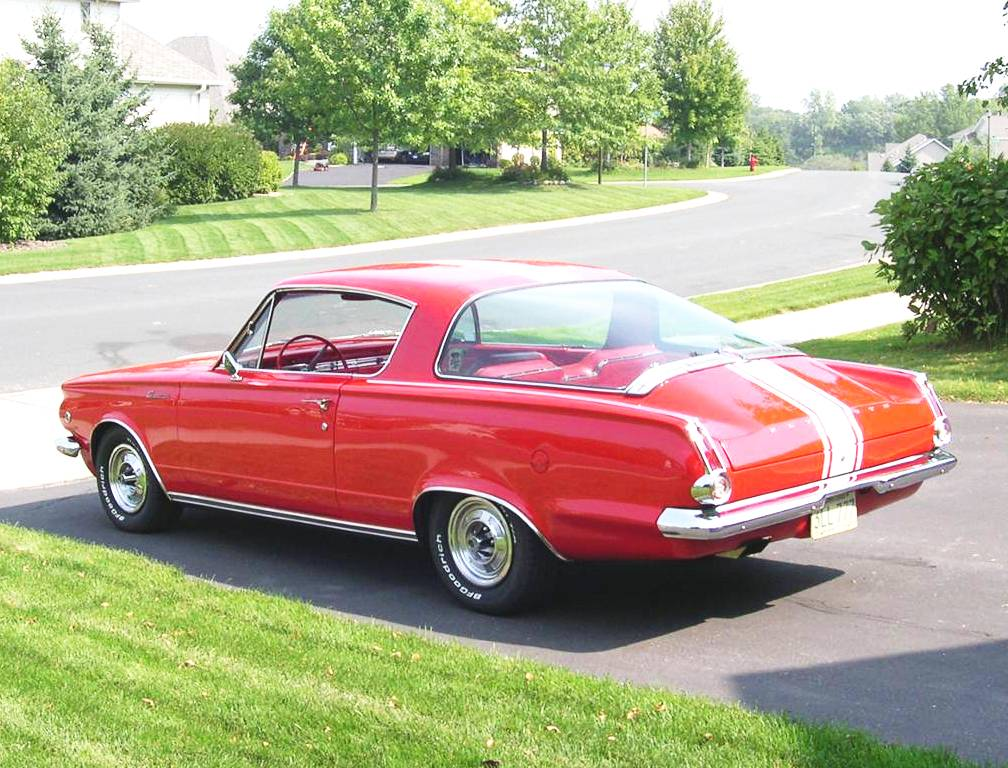
1965 Barracuda

В середине 1960-х в линейке Plymouth появляются новые имена. На 1964 год пришёлся выпуск первого поколения модели Plymouth Barracuda — конкурента Ford Mustang и одного из основателей сегмента pony cars, хотя и не добившегося сравнимого с фордовским «пони» успеха. Помимо полноразмерных и «компактных» автомобилей, в производственной программе появляются промежуточные между ними модели среднего размера — Belvedere и спортивный Satellite.

### 1970-е — 80-е: кризис

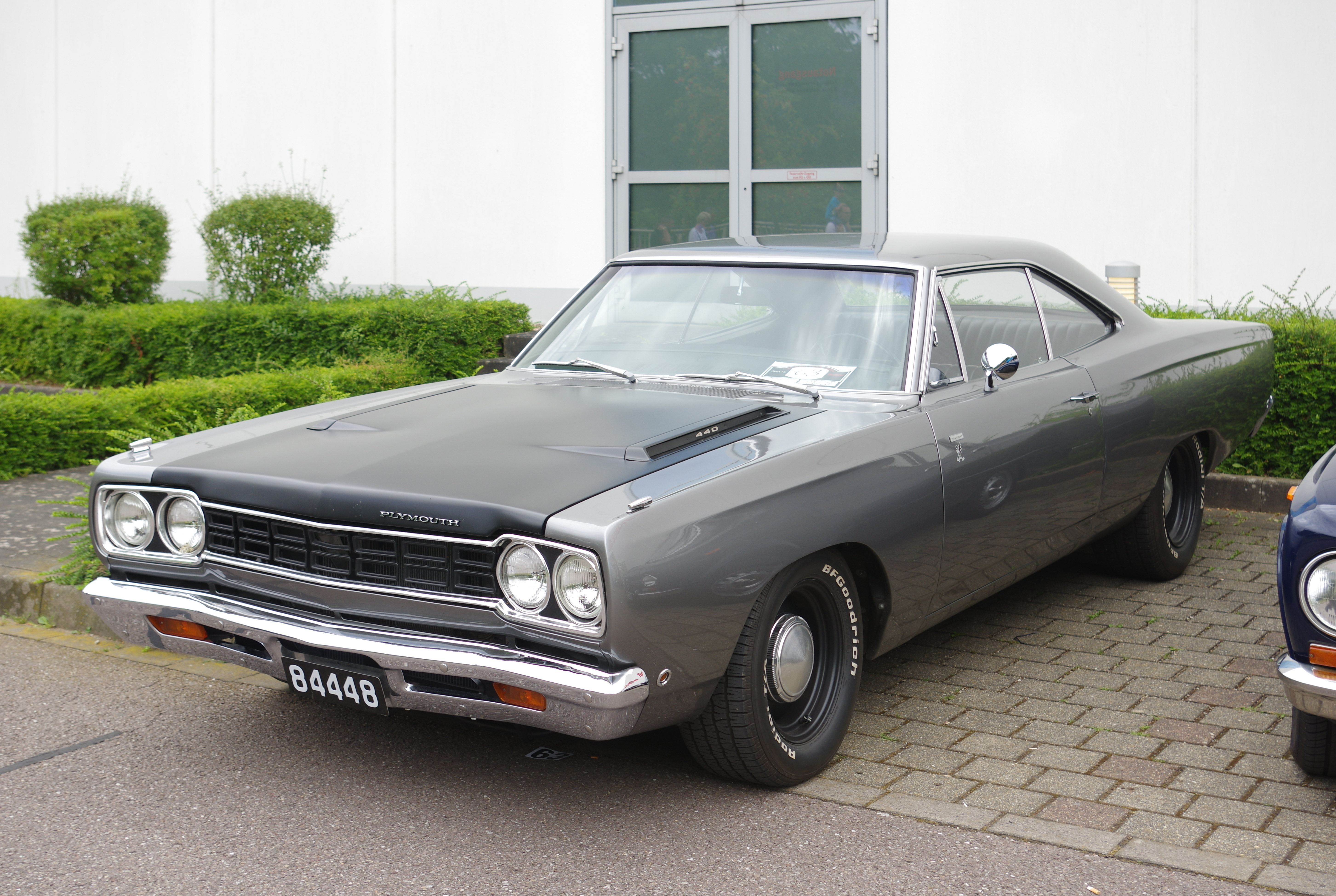
Road Runner — настоящий Muscle car от Plymouth

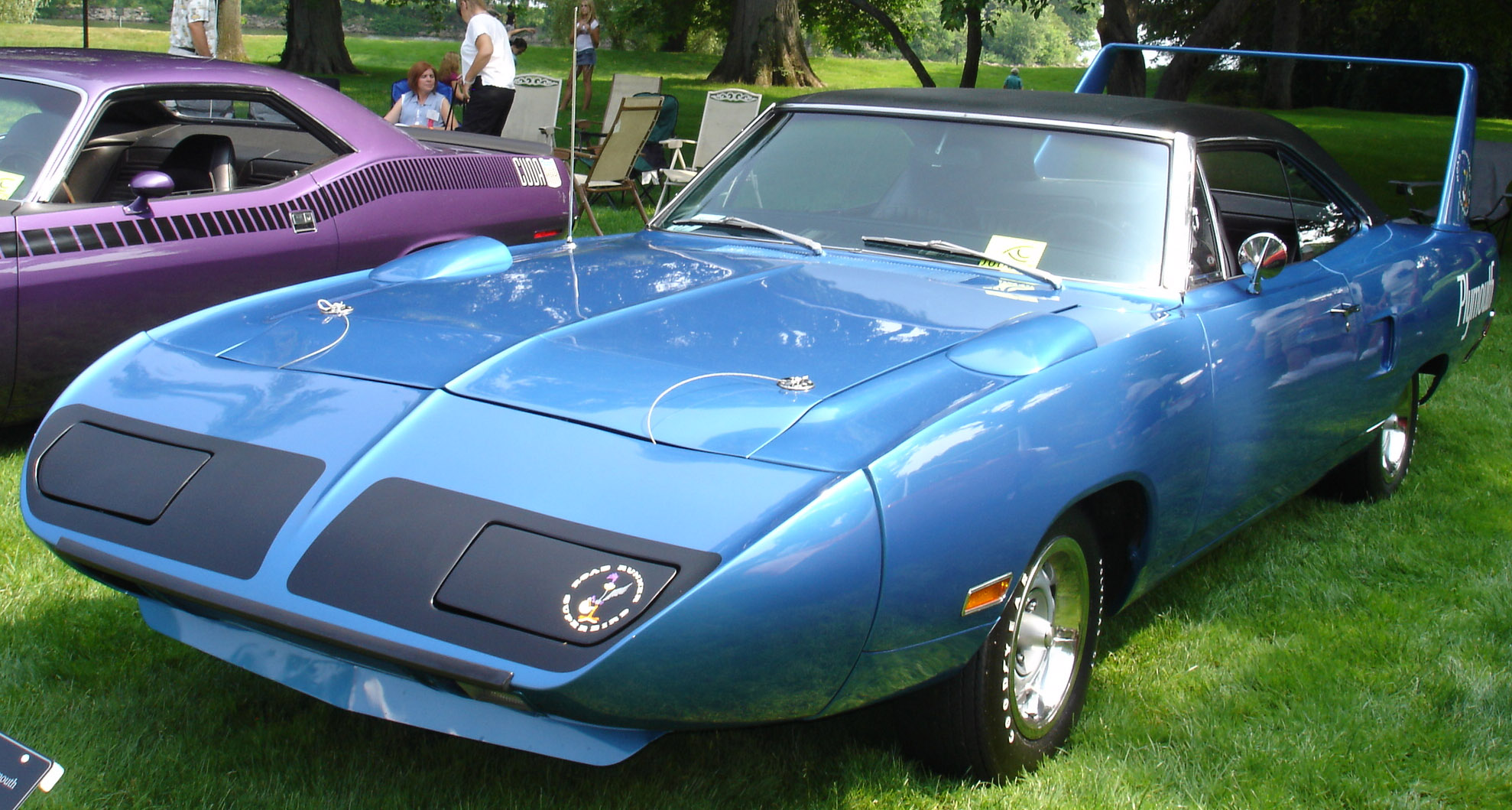
Plymouth Superbird-«заряженная» версия Road Runner, была выпущена в 1970-м году ограниченной серией в 2000 автомобилей на одной платформе с Dodge Charger Daytona

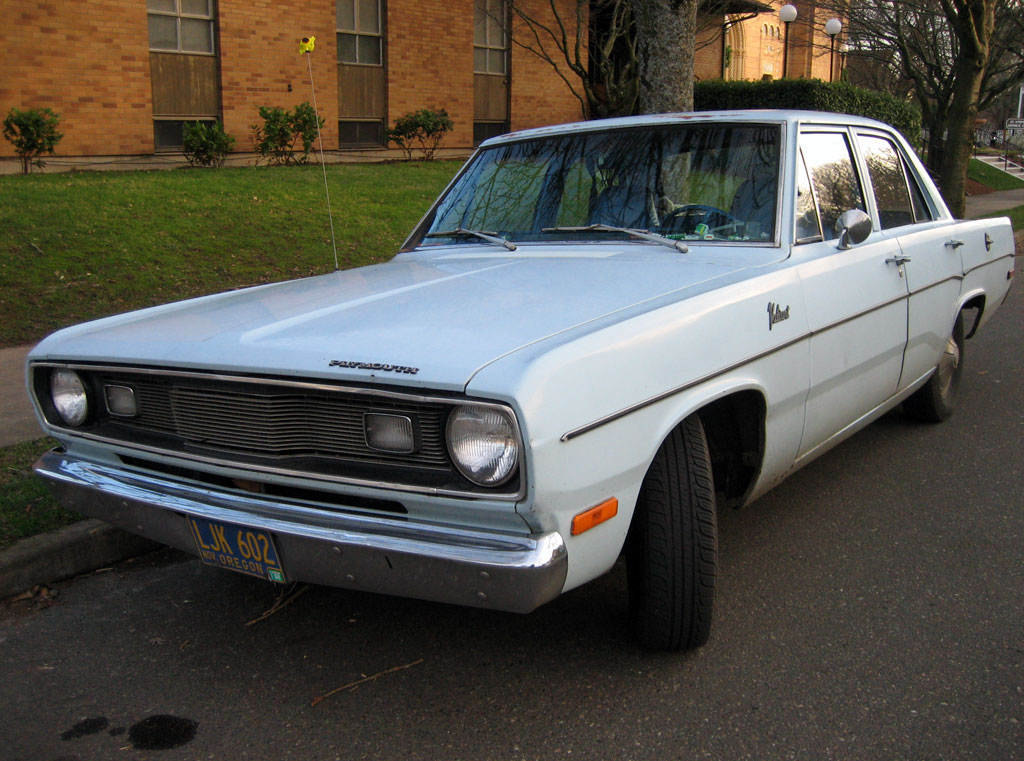
1970 Plymouth Valiant

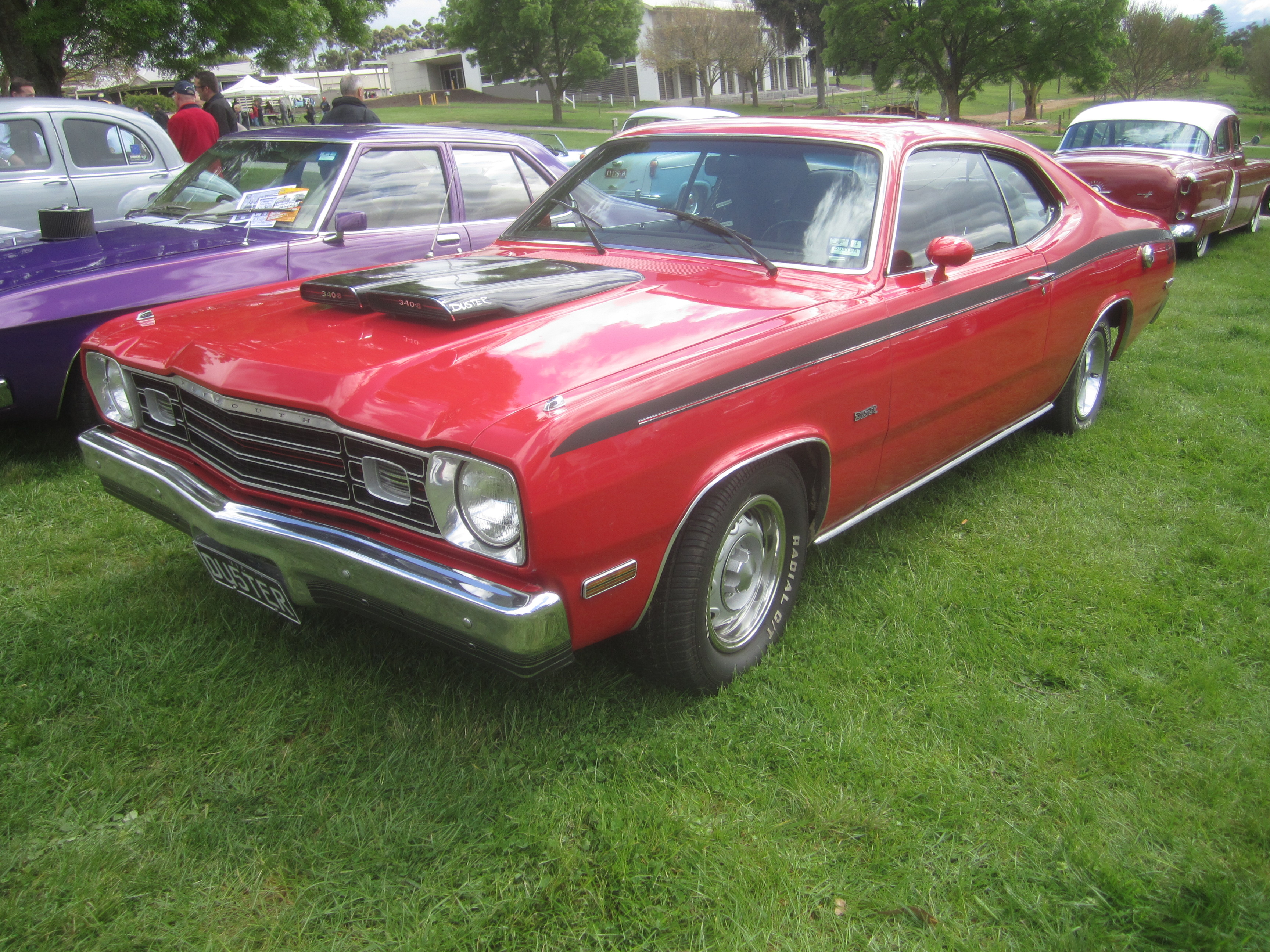
1973 Plymouth Duster 340

На конец 1960-х — начало 1970-х годов пришёлся очередной сравнительно успешный период в истории Plymouth. В эти годы под этим брендом удавалось реализовывать до 700 тыс. машин в год — в 1970 году Plymouth кратковременно даже вернул себе третье место в отрасли по продажам. Особый успех пришёлся на третье поколение модели Valiant, которая вместе с одноплатформенным Dodge Dart занимала около 40 % американского рынка компактов. Своим успехом это семейство было обязано своему многообразию — Valiant существовал в версиях от семейного седана с экономичным 6-цилиндровым двигателем до спортивного Duster 340 с 5,6-литровым V8 и кузовом фастбэк. Очень удачными были и новые версии Barracud’ы с дизайном в стиле Dodge Challenger и на его же платформе. Модели GTX и Road Runner с мощными многолитровыми V8 и стильным дизайном также пользовалась большой популярностью. Однако, всему этому пришёл конец с началом бензинового кризиса 1973 года и уходом моды на мощные автомобили с ярким спортивным духом.
В новой ситуации оказалось более важным то, что, несмотря на хорошие продажи «компактов», Plymouth не хватило средств на разработку собственного «субкомпакта» для конкуренции с Ford Pinto и Chevrolet Vega, поэтому в 1972 году он вынужденно начинает продавать британский Hillman Avenger под обозначением Plymouth Cricket, что привлекало публику в салоны Plymouth, но из-за больших накладных расходов не приносило ему больших доходов. Между тем, в эту эпоху именно сегмент субкомпактов на американском рынке приобрёл весьма большой вес.

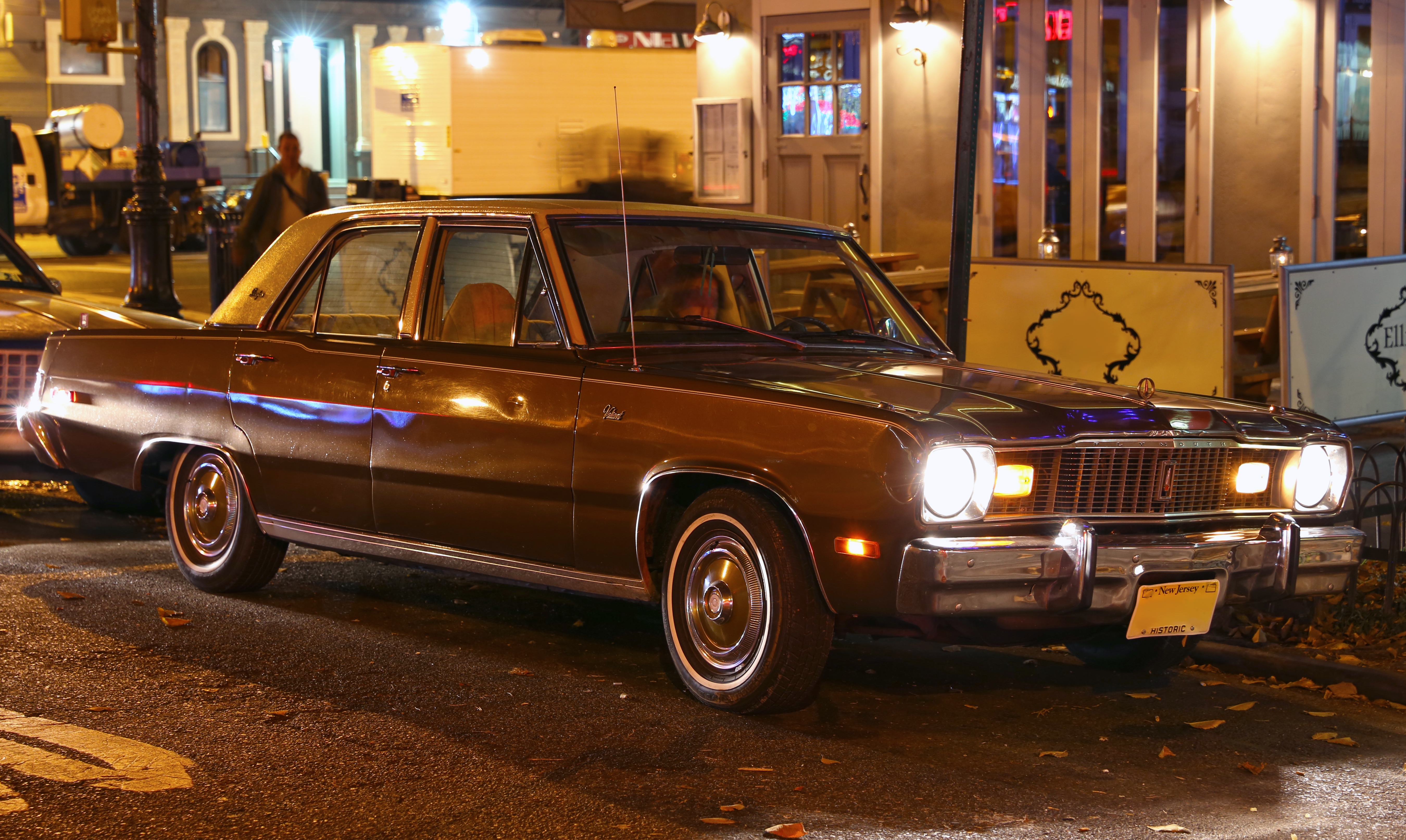
1975 Plymouth Valiant Brougham

Dodge Dart и Plymouth Valiant к этому времени начали подавать признаки устаревания, и в целях унификации их делают фактически одинаковыми автомобилями с разными шильдиками, что вводит покупателей в заблуждение. Попытки создания «люксовых» вариантов, вроде Valiant Brougham, от базовой модели отличавшегося лишь комплектацией и деталями отделки кузова и салона, большого успеха не имели — на этой ниве гораздо больший успех сумел пожать «Форд» с его более хитро «замаскированной» моделью Ford Granada, которая получила полностью уникальные наружные кузовные панели и действительно выглядела по сравнению со своим прародителем (Ford Maverick) как другой автомобиль.
После не самой удачной модернизации 1976 года «близнецы» Valiant и Dart, переименованные соответственно в Plymouth Volaré и Dodge Aspen, составляли больше половины совместного выпуска всех подразделений концерна Chrysler, не будучи при этом ни современными, ни коммерчески успешными автомобилями.
Полноразмерные Plymouth начала 1970-х оказались относительно успешны, но имели безликий, быстро приевшийся дизайн — при том, что автомобили прочих подразделений Chrysler этого периода имели ярко выраженную индивидуальность в стиле. Ситуация усугубилась ближе к середине десятилетия, после того, как конкуренты выставили на рынок новые, значительно усовершенствованные поколения своих больших седанов. Plymouth Fury и Gran Fury особым спросом уже не пользовались, и их производство было прекращено в 1977—1981 годах — кроме среднеразмерной версии Gran Fury (варианта того же Volaré), просуществовавшей до 1989 года, но спросом пользовавшейся практически исключительно на рынке служебных автомобилей для полиции и такси.

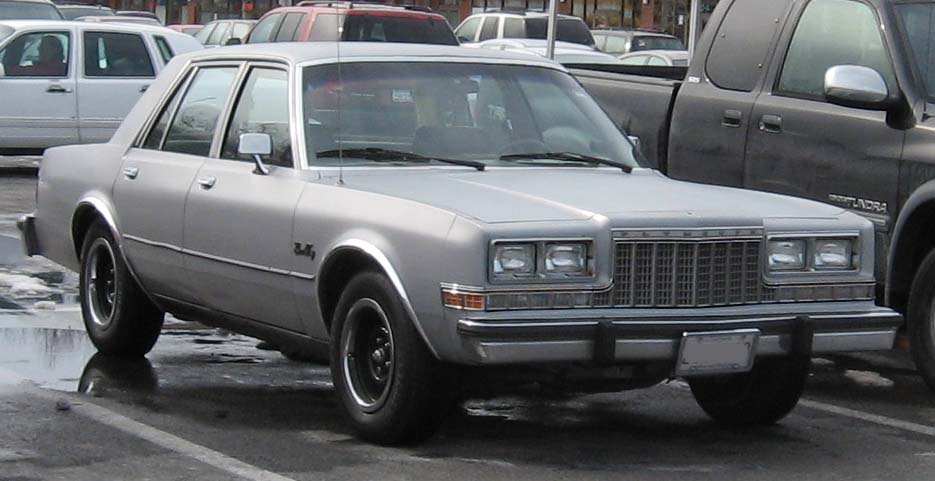
Plymouth Gran Fury начала 1980-х гг.

Усугубление топливного кризиса заставило искать пути снижения расхода топлива, опыт в чём перенимали у японских и европейских производителей. В 1978 году в модельном ряду Plymouth с большим опозданием появляется собственный субкомпакт — Plymouth Horison на базе европейского автомобиля Simca Horizon (эту фирму к тому времени купил Chrysler).
Итого, к концу 1970-х годов Plymouth подошёл, имея в производственной программе европейской разработки Horizon, неудачный, планирующийся к снятию с производства Volaré, пользующийся ограниченным успехом на нишевых рынках Gran Fury и три японские модели, продаваемые под американским брендом.
Только в 1980 году на свет появился коммерчески успешный переднеприводной компакт нового поколения Plymouth Reliant, объединявший американские дизайн и вместимость с конструкцией по мотивам европейских автомобилей, однако он снова имел «клона» марки Dodge — Dodge Aries. И если под маркой Plymouth продавались в основном дешёвые базовые варианты автомобилей, не приносящие особого дохода, то большая часть продаж хорошо укомплектованных — и намного более выгодных — версий приходились уже на более престижный в глазах публики Dodge. В результате Plymouth лидировал по продажам, а Dodge — имел первенство по выручке. Примерно то же самое повторилось и с новомодной новинкой тех лет — минивэнами Plymouth Voyager и Dodge Caravan. После общего сокращения рыночной доли американских автомобильных компаний в целом, а Chrysler Corporation — в особенности, стало ясно, что места на рынке для двух принадлежащих Chrysler марок нижнего ценового диапазона стало явно маловато.
После 1982 года Dodge уже обгоняет Plymouth по продажам, хотя изначально именно Plymouth должен был быть более массовым брендом.
В 1989 году выходит спортивная модель Plymouth Lazer, разработанная совместно с японской компанией Mitsubishi. Однако недостаток рекламы приводит к невысокому спросу и в 1994 году её производство сворачивается.

### 1990-е: забвение

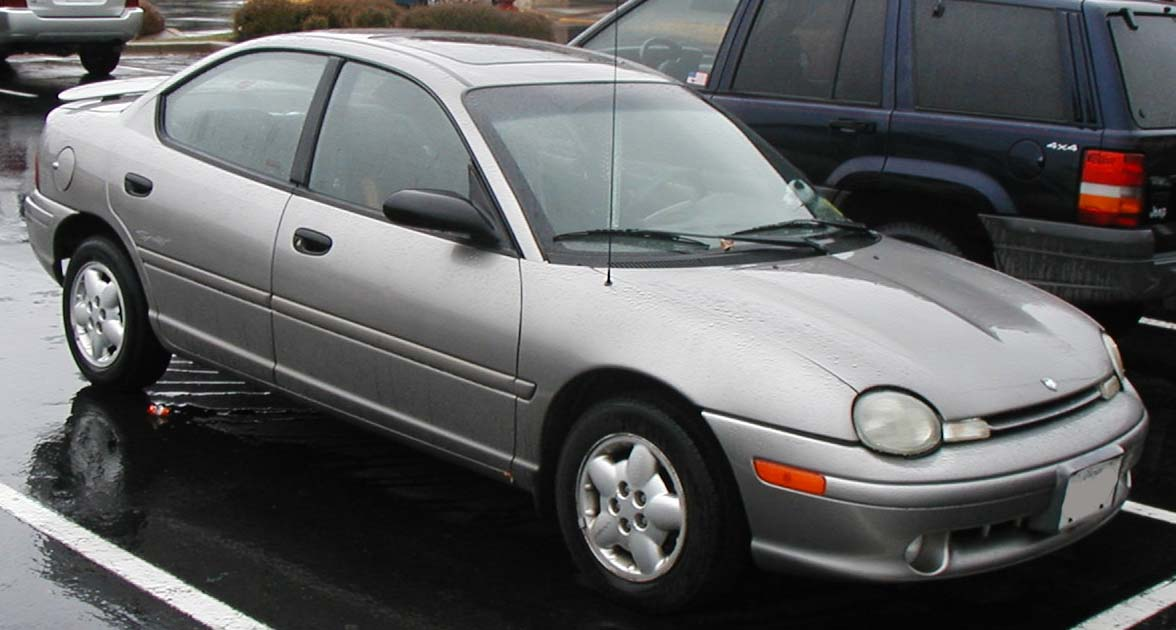
Dodge/Plymouth Neon

В 1990-е годы фирма продавала под своим брендом японские модели, например Plymouth Champ и Plymouth Colt были ребрендингом Mitsubishi Galant и Mitsubishi Lancer. Был начат выпуск переднеприводной модели Acclaim собственной разработки.

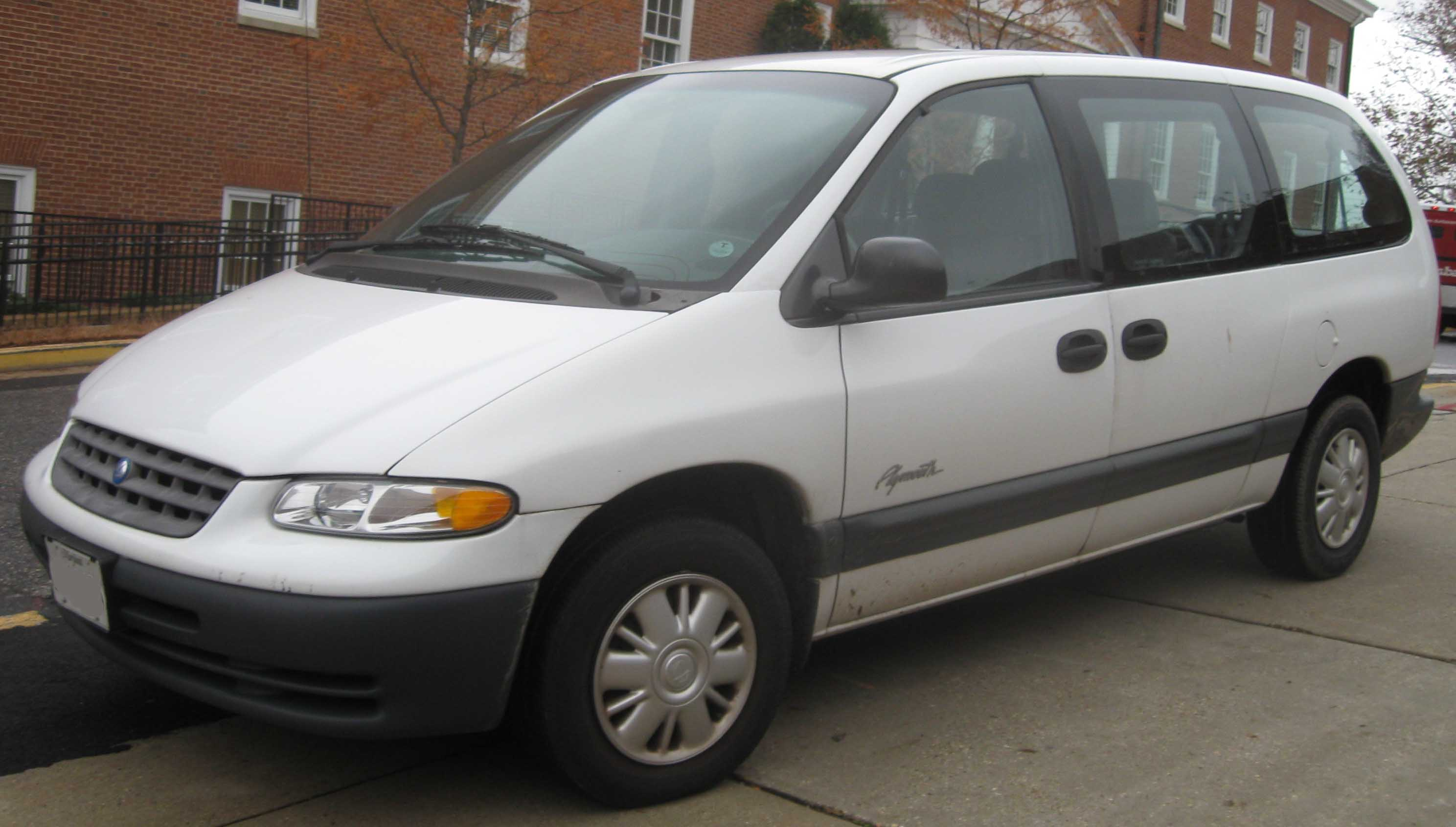
Plymouth Grand Voyager 3-го поколения(1996—2001 годов)

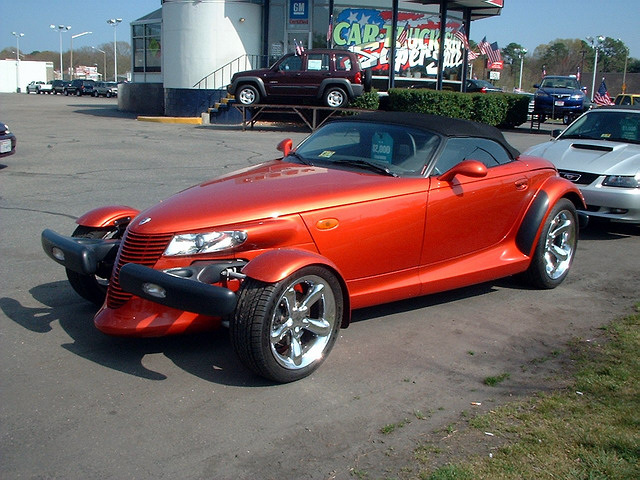
Prowler

В 1995 году была сделана попытка оживить подразделение, все ранее существовавшие автомобили марки, кроме Acclaim и минивэнов, заменяются на один — компакт Plymouth Neon, в целом удачный. В 1996 появляется среднеразмерный Plymouth Breeze. Однако, в этот период происходит падение интереса покупателей к марке Plymouth.
На 1999 год производство сократилось до 262,9 тыс. машин, и новое руководство Daimler-Chrysler приняло решение несмотря на громкие протесты фанатов марки закрыть подразделение по причине нерентабельности.
С окончанием 2001 модельного года последние модели Plymouth — минивэн Plymouth Voyager и компактный седан Neon — стали выпускать под маркой Dodge, а родстер Plymouth Prowler — под маркой Chrysler. Breeze сняли с производства годом ранее.

## Модели автомобилей Plymouth
- Plymouth Model 30U (1930)
- Plymouth Acclaim (1989—1995)
- Plymouth Arrow (1976—1980, перешёл в Mitsubishi Lancer Celeste)
- Plymouth Barracuda (1964—1974)
- Plymouth Belvedere (1954—1970)
- Plymouth Breeze (1996—2000)
- Plymouth Business (1935—1938)
- Plymouth Caravelle (1985—1988)
- Plymouth Cambridge (1951—1953)
- Plymouth Champ (1979—1982, перешёл в Mitsubishi Mirage)
- Plymouth Colt (1983—1994, перешёл в Mitsubishi Mirage)
- Plymouth Colt Vista (1984—1994, перешёл в Mitsubishi Chariot)
- Plymouth Commercial Car (1937—1941)
- Plymouth Concord (1951—1953)
- Plymouth Conquest (1984—1986, перешёл в Mitsubishi Starion)
- Plymouth Cranbrook (1951—1953)
- Plymouth Cricket (1971—1975, перешёл в Hillman Avenger)
- Plymouth Deluxe (1933—1942, 1946—1950)
- Plymouth Duster (1970—1976, 1985—1986)
- Plymouth Fury (1956—1978)
- Plymouth Gran Fury (1975—1977, 1980—1989)
- Plymouth Grand Voyager (1987—2000)
- Plymouth GTX (1967—1971)
- Plymouth Horizon (1978—1990)
- Plymouth Laser (1990—1994, перешёл в Mitsubishi Eclipse)
- Plymouth Model PA (1931)
- Plymouth Model Q (1928)
- Plymouth Model U (1929)
- Plymouth Neon (1994—2001)
- Plymouth Plaza (1954—1958)
- Plymouth Prowler (1997, 1999—2001)
- Plymouth Reliant (1981—1989)
- Plymouth Roadking (1938—1941)
- Plymouth Roadrunner (1968—1980)
- Plymouth Sapporo (1978—1983, перешёл в Mitsubishi Galant Lambda)
- Plymouth Satellite (1966—1974)
- Plymouth Savoy (1951—1964)
- Plymouth Scamp (1971—1976, 1983)
- Plymouth Six (1934)
- Plymouth Special Six (1934)
- Plymouth Standard (1933, 1935)
- Plymouth Sundance (1987—1994)
- Plymouth Suburban (1949—1978)
- Plymouth Superbird (1970)
- Plymouth TC3 (1979—1982)
- Plymouth Turismo (1983—1987)
- Plymouth Valiant (1960—1976)
- Plymouth VIP (1966—1969)
- Plymouth Volaré (1976—1980)

### Грузовики
- Plymouth Arrow Truck (1979—1982, перешёл в Mitsubishi Forte)
- Plymouth PT50 (1937)
- Plymouth PT57 (1938)
- Plymouth PT81 (1939)
- Plymouth PT105 (1940)
- Plymouth PT125 (1941)
- Plymouth Scamp (1983)
- Plymouth Trailduster (1974—1981)
- Plymouth Voyager (вэн) (1974—1983)
- Plymouth Voyager (минивэн) (1984—2000)